# Campionat del Món d'hoquei sobre gel masculí (segona divisió)
El Campionat del Món d'hoquei gel de Segona Divisió és en realitat la tercera divisió de l'hoquei mundial. Es disputa anualment i és organitzada per la International Ice Hockey Federation.
Els dos darrers classificats del Primera Divisió disputen la següent temporada el campionat de Segona Divisió. El campionat es disputa en dos grups. Els dos primers classificats de cada grup ascendeixen a Primera, mentre que els dos darrers classificats baixen a Tercera Divisió.
Aquesta competició amb l'actual nom i format data de l'any 2001. Anteriorment la tercera divisió mundial rebia el nom de Campionat del Món d'hoquei gel Pool C.

## Historial
Campionat del Món Pool C
| Any  | Campió        |
| ---- | ------------- |
| 1961 | Romania       |
| 1963 | Àustria       |
| 1966 | Itàlia        |
| 1967 | Japó          |
| 1969 | Japó          |
| 1970 | Àustria       |
| 1971 | Romania       |
| 1972 | Àustria       |
| 1973 | Noruega       |
| 1974 | Suïssa        |
| 1975 | Noruega       |
| 1976 | Àustria       |
| 1977 | Itàlia        |
| 1978 | Països Baixos |
| 1979 | Iugoslàvia    |
| 1981 | Àustria       |
| 1982 | Japó          |
| 1983 | Països Baixos |
| 1985 | França        |
| 1986 | Noruega       |
| 1987 | Japó          |
| 1989 | Països Baixos |
| 1990 | Iugoslàvia    |
| 1991 | Dinamarca     |
| 1992 | Regne Unit    |
| 1993 | Letònia       |
| 1994 | Eslovàquia    |
| 1995 | Belarús       |
| 1996 | Kazakhstan    |
| 1997 | Ucraïna       |
| 1998 | Hongria       |
| 1999 | Països Baixos |
| 2000 | Hongria       |

Campionat del Món de Segona Divisió
| Any  | Ascendits              | Descendits               |
| ---- | ---------------------- | ------------------------ |
| 2001 | Corea del Sud, Romania | Nova Zelanda, Mèxic      |
| 2002 | Estònia, Lituània      | Turquia, Luxemburg       |
| 2003 | Bèlgica                | Islàndia                 |
| 2004 | Xina, Lituània         | Luxemburg, Sud-àfrica    |
| 2005 | Croàcia, Israel        | Turquia, Islàndia        |
| 2006 | Romania, Xina          | Sud-àfrica, Nova Zelanda |